# دنیس منچوف
دنیس نیکولایویچ منچوف (روسی: Денис Николаевич Меньшов؛ زادهٔ ۲۵ ژانویهٔ ۱۹۷۸) رکابزن حرفه‌ای سابق روسی است که از سال ۲۰۰۰ تا ۲۰۱۳ در دوچرخه‌سواری جاده فعالیت می‌کرد. او معمولاً یکی از مدعیان رده‌بندی اصلی مسابقات بود؛ همچنین متخصص مسیرهای کوهستانی و تایم تریل بود. منچوف یک بار در سال ۲۰۰۷ برندهٔ ووئلتا اسپانیا و یک بار در سال ۲۰۰۹ برندهٔ جیرو دیتالیا شد. او در سال ۲۰۱۰ نیز نایب قهرمان تور دو فرانس شد؛ ولی بعداً به دلیل مصرف مواد نیروزا از آن دورهٔ تور و نیز دوره‌های ۲۰۰۹ و ۲۰۱۲ حذف شد.

## فعالیت حرفه‌ای

### بانستو (۲۰۰۰–۲۰۰۴)
منچوف در اریول زاده شد و فعالیت حرفه‌ای خود را در سال ۲۰۰۰ در تیم بانستو آغاز کرد. نخستین موفقیت او در سال ۲۰۰۱ در تور آونیر به دست آمد که مسابقهٔ مرحله‌ای برای رکابزنان حرفه‌ای جوان بود. در سال بعد، برندهٔ یک مرحله از دوفینه لیبره شد. در تور دو فرانس ۲۰۰۳ رتبهٔ ۱۱ را به دست آورد و برندهٔ رده‌بندی رکابزن جوان شد. در سال ۲۰۰۴ نیز چند پیروزی از جمله تور باسک، یک مرحلهٔ پاریس–نیس و یک مرحلهٔ ووئلتا اسپانیا به دست آورد.

### رابوبانک (۲۰۰۵–۲۰۱۰)
قرارداد منچوف در سپتامبر ۲۰۰۴ به پایان رسید و او با قراردادی دوساله به تیم هلندی رابوبانک پیوست. پس از جدایی لوی لایفایمر نیز سرگروه تیم شد. منچوف، امید اصلی رابوبانک در تور دو فرانس ۲۰۰۵ بود؛ ولی به دلیل سرماخوردگی، مسابقه را با رتبهٔ ۸۵ به پایان رساند. در ووئلتای همان سال، برندهٔ تایم تریل افتتاحیه و تایم تریل مرحلهٔ نهم شد و پیراهن سرخ رهبری مسابقه را به تن کرد. در مرحلهٔ ۱۵ از روبرتو اراس عقب ماند و دوم شد. چند سال بعد، اراس به دلیل دوپینگ رد صلاحیت شد و قهرمانی رسمی ووئلتای ۲۰۰۵ به منچوف رسید؛ ولی در سال ۲۰۱۲ عنوان به اراس بازگردانده شد.

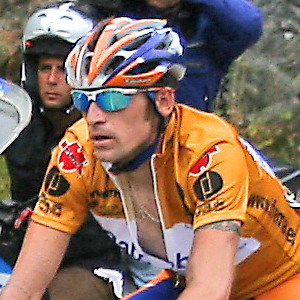

در تور دو فرانس ۲۰۰۶، منچوف برندهٔ مرحلهٔ ۱۱ شد. در هفتهٔ پایانی تور، از رتبهٔ سوم به ششم سقوط کرد؛ ولی در نهایت با اخراج فلوید لندیس که برندهٔ مسابقه بود، تور را با رتبهٔ پنجم به پایان رساند.
در تور دو فرانس ۲۰۰۷، منچوف در مرحلهٔ ۱۷ و یک روز پس از اخراج هم‌تیمی‌اش میشل راسموسن از رابوبانک، از تور کناره‌گیری کرد. در همان سال، برندهٔ ووئلتا اسپانیا شد. منچوف توانسته بود رهبری مسابقه را در هفتهٔ دوم در دست بگیرد و در یک مرحله به پیروزی برسد. افرون بر رده‌بندی اصلی، منچوف برندهٔ رده‌بندی کوهستان و رده‌بندی ترکیبی نیز شد.
در سال ۲۰۰۸ تمرکز منچوف بر تور دو فرانس بود، بنابراین از قهرمانی خود در ووئلتا دفاع نکرد. پس از حذف برنارد کول از تور، منچوف بر سکوی سوم قرار گرفت. همچنین در جیرو حضور یافت و آن را در مکان پنجم به پایان رساند.
در سال ۲۰۰۹ منچوف برندهٔ جیرو دیتالیا شد و در مرحله‌های ۵ و ۱۲ نیز به پیروزی رسید. او در کیلومتر پایانی تایم تریل مرحلهٔ آخر زمین‌خورد؛ ولی پیراهن صورتی را حفظ کرد و با اختلاف ۴۱ ثانیه با دانیلو دی لوکا قهرمان شد. منچوف برندهٔ پیراهن امتیازی نیز شد.
در تور دو فرانس ۲۰۱۰ منچوف پس از جا گذاشتن ساموئل سانچز در آخرین تایم تریل، رتبهٔ دوم را به دست آورد. البته او مسابقه را در رتبهٔ سوم به پایان برده‌بود؛ ولی پس از پس گرفته شدن قهرمانی آلبرتو کونتادور در ۶ فوریهٔ ۲۰۱۲ به مکان دوم صعود کرد.

### ژئوکس-تی‌ام‌سی (۲۰۱۱)
در اواخر سال ۲۰۱۰ منچوف به تیم ژئوکس-تی‌ام‌سی منتقل شد و رهبری تیم را به همراه کارلوس ساستره به دست گرفت. او در جیروی ۲۰۱۱ هشتم شد. تیم به تور دو فرانس دعوت نشد و منچوف که یکی از بخت‌های قهرمانی بود، از حضور در تور بازماند. او در ووئلتا پنجم شد و به هم‌تیمی خود خوان خوزه کوبو کمک کرد که قهرمانی را به دست آورد.

### کاتیوشا (۲۰۱۲–۲۰۱۳)
در پایان سال ۲۰۱۱ منچوف به تیم روسی کاتیوشا ملحق شد. او برندهٔ مسابقهٔ تایم تریل کشوری روسیه شد. در تور نیز مسابقه را با کسب رتبهٔ هشتم در پرولوگ آغاز کرد؛ ولی به دلیل مشکلات جسمانی در پایان تور در رتبهٔ ۱۵ قرار گرفت. منچوف در المپیک ۲۰۱۲ لندن نیز به همراه تیم ملی روسیه حضور یافت و در دو مسابقهٔ استقامت جاده و تایم تریل شرکت کرد. پس از آن در ووئلتا شرکت کرد و در مرحلهٔ ماقبل آخر پیروز شد. پیش از جیروی ۲۰۱۳ و پس از متحمل شدن مصدومیت زانو، بازنشستگی خود از دوچرخه‌سواری را اعلام کرد.

## دوپینگ
در ۱۰ ژوئیهٔ ۲۰۱۴ در کنفرانس مطبوعاتی اتحادیهٔ جهانی، جزئیات محرومیت چند ورزشکار منتشر شد که از جملهٔ آنها منچوف به مدت دو سال تا ۹ آوریل ۲۰۱۵ محروم شد. به همین دلیل، نتایج او از مسابقات تور دو فرانس ۲۰۰۹، ۲۰۱۰ و ۲۰۱۲ خارج شد.

## دستاوردها

### نتایج در گرند تورها
| گرند تور       | ۲۰۰۱ | ۲۰۰۲ | ۲۰۰۳ | ۲۰۰۴   | ۲۰۰۵ | ۲۰۰۶   | ۲۰۰۷   | ۲۰۰۸ | ۲۰۰۹ | ۲۰۱۰ | ۲۰۱۱ | ۲۰۱۲ |
| -------------- | ---- | ---- | ---- | ------ | ---- | ------ | ------ | ---- | ---- | ---- | ---- | ---- |
| جیرو دیتالیا   | —    | —    | —    | —      | —    | —      | —      | ۵    | ۱    | —    | ۷    | —    |
| تور دو فرانس   | ۴۷   | ۹۳   | ۱۱   | انصراف | ۸۵   | ۵      | انصراف | ۳    | ۵۱   | ۲    | —    | ۱۵   |
| ووئلتا اسپانیا | —    | —    | —    | انصراف | ۲    | انصراف | ۱      | —    | —    | ۴۱   | ۵    | ۵۴   |